# Уваровское сельское поселение (Нижнегорский район)
Уваровское се́льское поселе́ние (укр. Уварівське сільське поселення, крымскотат. Бурнаш кой юрту, Burnaş köy yurtu) — муниципальное образование в Нижнегорском районе Республики Крым России, в степном Крыму, у слияния рек Салгир и Биюк-Карасу.
Административный центр — село Уваровка.

## История
В советское время был образован Уваровский сельский совет.
Сельское поселение образовано в соответствии с законом Республики Крым от 5 июня 2014 года.

## Население
| 2001  | 2014  | 2015  | 2016  | 2017  | 2018  | 2019  |
| ----- | ----- | ----- | ----- | ----- | ----- | ----- |
| 2813  | ↘2412 | ↗2414 | ↘2403 | →2403 | ↘2387 | ↘2352 |
| 2020  | 2021  |       |       |       |       |       |
| ↗2379 | ↘2260 |       |       |       |       |       |

## Состав сельского поселения
| № | Населённый пункт | Тип населённого пункта       | Население |
| - | ---------------- | ---------------------------- | --------- |
| 1 | Уваровка         | село, административный центр | ↘1136     |
| 2 | Новоивановка     | село                         | ↘559      |
| 3 | Семенное         | село                         | ↘717      |